# Willard Parker
Willard Parker (* 5. Februar 1912 in New York City, New York als Worster Van Eps; † 4. Dezember 1996 in Rancho Mirage, Kalifornien) war ein US-amerikanischer Schauspieler.

## Leben
Willard Parker, gebürtig Worster Van Elps, wurde 1912 in New York in eine Familie niederländischer Herkunft geboren. In den 1930er-Jahren zog er nach Los Angeles, um als Tennislehrer im Team der Tennisschule von Ellsworth Vines zu arbeiten. Dabei wurde Parker von dem als Schauspielagent arbeitenden „Marx Brother“ Zeppo Marx entdeckt, der ihm eine erste Testaufnahme vermittelte. Anschließend erhielt er erhielt einen Studiovertrag bei Warner Brothers und spielte dort ab 1937 vor allem kleinere Rollen. Einen etwas größeren Auftritt hatte er 1938 neben Edward G. Robinson in der Krimikomödie Vier Leichen auf Abwegen. Als Parker jedoch keinen nachhaltigen Eindruck hinterlassen konnte, wurde er nach etwas über einem Jahr aus seinem Vertrag entlassen.
Von 1940 bis 1943 war Parker in drei Produktionen am Broadway zu sehen, darunter als Randy Curtis in Kurt Weills Lady in the Dark. 1943 kehrte er für eine Rolle in dem Film Eine Frau hat Erfolg mit Rosalind Russell ins Filmgeschäft zurück, nur um direkt danach seine Filmkarriere für einen Einsatz im Zweiten Weltkrieg erneut unterbrechen zu müssen. In der Nachkriegszeit hatte er schließlich Erfolg als Hauptdarsteller oder Co-Star in diversen Filmen. Seine erste Hauptrolle erhielt er 1945 in dem Abenteuerfilm Mein Herz gehört dem Rebellen an der Seite von Anita Louise, in dem er als Rebell gegen französische Aristokraten im 18. Jahrhundert kämpft.
In den Folgejahren spielte Parker besonders oft in Western wie Blut und Gold, Rebellen der Steppe und Trommeln des Todes, aber auch in weiteren Abenteuerfilmen wie Die Geliebte des Korsaren. Dabei war Parker in B-Filmen als Hauptdarsteller auf Helden- und Liebhaberrollen abonniert. In aufwendig produzierten Hollywood-Filmen blieb er jedoch in der Regel auf Nebenrollen beschränkt, wie z. B. in dem Musical Küß mich, Kätchen! von Metro-Goldwyn-Mayer als Liebesrivale von Hauptdarsteller Howard Keel. 1948 war der hochgewachsene, athletische Schauspieler einer der Top-Kandidaten für die Nachfolge von Johnny Weissmüller als Tarzan, er unterlag jedoch Lex Barker. In den 1950er-Jahren begann Parker auch, in Fernsehserien aufzutreten. Seine wahrscheinlich bekannteste Rolle spielte er von 1955 bis 1958 als Texas Ranger Jace Pearson in der populären Westernserie Die Texas Rangers.
In den 1960er-Jahren fanden sich nur noch wenige B-Movie-Rollen für den Schauspieler, sein letzter Film Wyoming-Bravados erschien 1966. Insgesamt umfasst sein filmisches Schaffen mehr als 50 Film- und Fernsehproduktionen. Nach dem Ende seiner Laufbahn als Schauspieler wurde er erfolgreich im Immobiliengeschäft tätig, bis er 1974 einen Schlaganfall erlitt und sich daraufhin aus dem Berufsleben zurückzog. Aus seiner ersten Ehe mit Marion Pierce zwischen 1939 und 1951 hatte Parker ein Kind. Anschließend war er von 1951 bis zu ihrem Tod 1992 mit seiner Schauspielkollegin Virginia Field verheiratet. Willard Parker starb im Dezember 1996 im Alter von 84 Jahren an einem Herzinfarkt.

## Filmografie (Auswahl)
- 1937: The Devil’s Saddle Legion
- 1937: Love Is on the Air
- 1938: Vier Leichen auf Abwegen (A Slight Case of Murder)
- 1939: Stunde Null (The Zero Hour)
- 1943: Eine Frau hat Erfolg (What a Woman!)
- 1945: Mein Herz gehört dem Rebellen (The Fighting Guardsman)
- 1946: Gehaßt, gejagt, gefürchtet (Renegades)
- 1948: Blut und Gold (Relentless)
- 1948: Ein Mann für Millie (The Mating of Millie)
- 1948: Startbahn ins Glück (You Gotta Stay Happy)
- 1949: Leicht französisch (Slightly French)
- 1949: Rebellen der Steppe (Calamity Jane and Sam Bass)
- 1950: Die schwarze Lawine (The Secret Fury)
- 1950: David Harding, Counterspy
- 1950: Zorros Tochter (The Bandit Queen)
- 1951: Trommeln des Todes (Apache Drums)
- 1952: Die Geliebte des Korsaren (Caribbean Gold)
- 1953: Sangaree
- 1953: Geknechtet (The Vanquished)
- 1953: Küß mich, Kätchen! (Kiss Me Kate)
- 1955–1958: Die Texas Rangers (Tales of the Texas Rangers, Fernsehserie, 52 Folgen)
- 1956: Naked Gun
- 1957: Sumpf des Unheils (Lure of the Swamp)
- 1958: Dezernat M (M Squad, Fernsehserie, Folge 1x16)
- 1960: Young Jesse James
- 1960: Walk Tall
- 1962: Air Patrol
- 1964: The Earth Dies Screaming
- 1966: Wyoming-Bravados (Waco)